# 戸賀テレビ中継局
戸賀テレビ中継局（とがテレビちゅうけいきょく）は、秋田県男鹿市に設置されているテレビ中継局。

## 概要
- 当中継局は、男鹿市戸賀地区に置かれ、戸賀地区などへ電波を発射している。
- 当アナログ中継局には秋田朝日放送は、中継局を置いておらず、秋田送信所などを受信していた。
- なお、当項では2008年12月19日に開局したデジタルテレビの中継局についても記述する。

## 中継局概要

### デジタルテレビ
| リモコン 番号 | 放送局名         | チャンネル 番号 | 空中線 電力 | ERP    | 放送対象地域 | 放送区域 内世帯数 | 運用開始日      |
| ------------- | ---------------- | --------------- | ----------- | ------ | ------------ | ----------------- | --------------- |
| 1             | NHK 秋田総合     | 26              | 0.05W       | 0.135W | 秋田県       | 約200世帯         | 2008年 12月19日 |
| 2             | NHK 秋田教育     | 25              | 0.05W       | 0.135W | 全国         | 約200世帯         | 2008年 12月19日 |
| 4             | ABS 秋田放送     | 28              | 0.05W       | 0.135W | 秋田県       | 約200世帯         | 2008年 12月19日 |
| 5             | AAB 秋田朝日放送 | 33              | 0.05W       | 0.135W | 秋田県       | 約200世帯         | 2008年 12月19日 |
| 8             | AKT 秋田テレビ   | 30              | 0.05W       | 0.135W | 秋田県       | 約200世帯         | 2008年 12月19日 |

- デジタルテレビ放送のエリアは、男鹿市の一部地域。
- 秋田朝日放送は、デジタル新局として開局した。
- デジタル中継局は、2008年9月17日に予備免許交付、2008年11月上旬から試験放送開始、12月18日本免許交付[1]。
- なお、当中継局の出力が弱いため、当中継局の隣接地域に寒風山中継局（デジタル新局）を開局させた。

### アナログテレビ
| チャンネル 番号 | 放送局名       | 空中線電力           | ERP                   | 放送対象地域 | 放送区域 内世帯数 | 偏波面   | 運用開始日      |
| --------------- | -------------- | -------------------- | --------------------- | ------------ | ----------------- | -------- | --------------- |
| 4               | NHK 秋田総合   | 映像0.1W /音声0.025W | 映像0.31W /音声0.077W | 秋田県       | 不明              | 水平偏波 | 1968年 11月30日 |
| 6               | NHK 秋田教育   | 映像0.1W /音声0.025W | 映像0.33W /音声0.083W | 全国         | 不明              | 水平偏波 | 1968年 11月30日 |
| 12              | ABS 秋田放送   | 映像0.1W /音声0.025W | 映像0.29W /音声0.072W | 秋田県       | 不明              | 水平偏波 | 1970年 9月1日   |
| 56              | AKT 秋田テレビ | 映像0.5W /音声0.125W | 映像1.6W /音声0.4W    | 秋田県       | 不明              | 水平偏波 | 1987年 6月16日  |

- AABにはチャンネルが割り当てられていなかった。

## 中継局置局住所
- VHF…男鹿市戸賀戸賀の栩山（くぬぎやま）
- UHF…男鹿市戸賀浜塩谷字抜沢1番1号[4]